# Donna Dixon

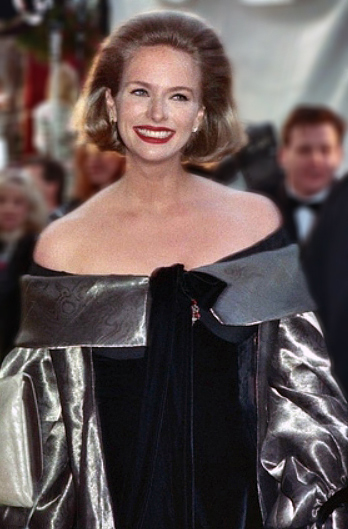
Donna Dixon (1990)

Donna Dixon (* 20. Juli 1957 in Alexandria, Virginia) ist eine US-amerikanische Schauspielerin.

## Leben
Dixons Vater besaß ein Nachtclub namens „Hillbilly Heaven“ in Lorton, Virginia an der U.S. 1. Sie arbeitete zuerst als Fotomodel und wurde 1976 zur Miss Virginia USA und 1977 zur Miss District of Columbia World ernannt. Zudem nahm sie an der Wahl zur Miss USA 1976 und zur Miss World USA 1977 teil.
Als Schauspielerin debütierte sie in der Fernsehserie Bosom Buddies als Sonny Lumet an der Seite von Tom Hanks, in der sie in den Jahren 1980 bis 1982 spielte. Im Film Dr. Detroit (1983) spielte sie neben Dan Aykroyd, den sie Monate später heiratete und neben dem sie ebenfalls in den Filmen Unheimliche Schattenlichter (1983), obwohl sie dort keine gemeinsamen Szenen hatten, Spione wie wir (1985), Der Couch-Trip (1988) und Undercover Cops (1994) spielte. Im Film Der Callgirl Club (1986) spielte sie neben Faye Dunaway, im Film Cannonball Fieber – Auf dem Highway geht’s erst richtig los (1989) neben John Candy, im Film Wayne’s World (1992) neben Mike Myers und Tia Carrere, im Film Nixon (1995) neben Anthony Hopkins. Sie war ebenfalls in den Fernsehserien Berrenger’s, Charmed Lives und Das Model und der Schnüffler zu sehen.
Dixon ist seit 1983 mit Dan Aykroyd verheiratet und hat drei Töchter (* 1989, 1993, 1998), darunter die Singer-Songwriterin Vera Sola (geb. Danielle Aykroyd) und die Schauspielerin und Model Belle Aykroyd. Im April 2022 gaben Donna Dixon und Dan Aykroyd nach 39 Jahren Ehe ihre Trennung bekannt, aber sie meinten, weiterhin legal verheiratet zu bleiben.

## Filmografie (Auswahl)
- 1980–1982: Bosom Buddies (Fernsehserie, 37 Folgen)
- 1983: Dr. Detroit (Doctor Detroit)
- 1983: Unheimliche Schattenlichter (Twilight Zone: The Movie)
- 1985: Spione wie wir (Spies Like Us)
- 1986: Der Callgirl Club (Beverly Hills Madam)
- 1988: Der Couch-Trip (The Couch Trip)
- 1989: Cannonball Fieber – Auf dem Highway geht’s erst richtig los (Speed Zone!)
- 1992: Wayne’s World
- 1994: Undercover Cops (Exit to Eden)
- 1995: Nixon
- 1995: Die Nanny (Staffel 3 Folge 10: Dann eben ohne Mann / Having His Baby)